# Landesstraße 6

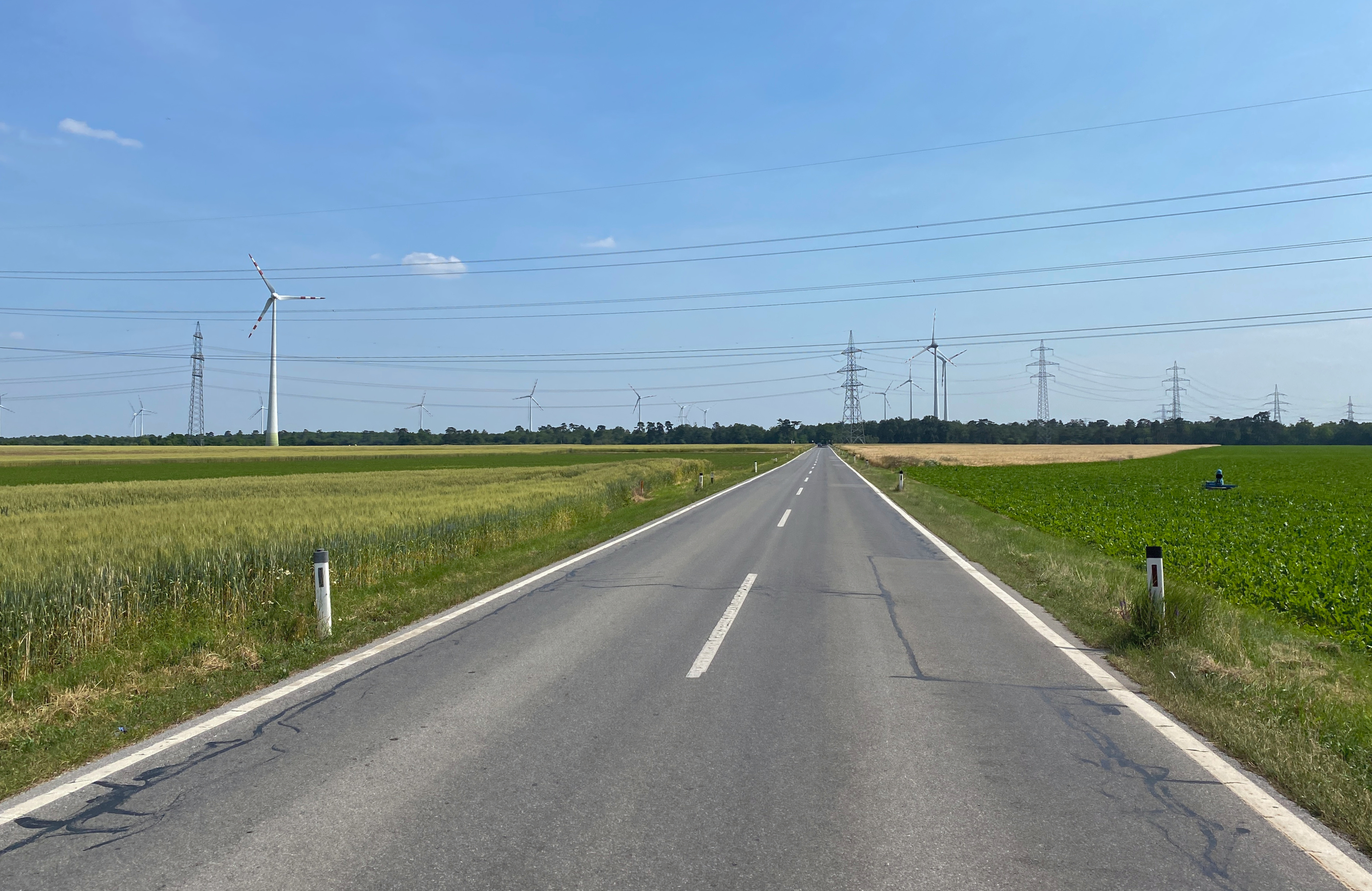
Die Landesstraße 6 südlich von Pillichsdorf mit Fahrtrichtung Deutsch-Wagram

Die Landesstraße 6 (L6) ist eine Landesstraße L in Niederösterreich. Sie führt auf einer Länge von 48 Kilometern von Leopoldsdorf durch das Marchfeld und südliche Weinviertel nach Paasdorf.

## Straßenverlauf
Die L6 beginnt in Leopoldsdorf im Marchfelde an der Kreuzung mit der L5 und führt parallel zum Rußbach nach Deutsch-Wagram und von dort weiter nach Wolkersdorf im Weinviertel. Ab hier folgt die L6 weitgehend dem Verlauf der Laaer Ostbahn durch das südliche Weinviertel nach Paasdorf, wo sie an der Kreuzung mit der Mistelbacher Straße (B40) endet.
Seit der Eröffnung der Nord Autobahn (A5) und der Wiener Außenring Schnellstraße (S1) Ende 2009/Anfang 2010 herrscht zwischen Deutsch-Wagram und Ulrichskirchen ein Durchfahrverbot für Lastkraftwagen über 3,5 Tonnen. Umfahren kann man die Strecke über die S1 und die A5.
Die L6 ist eine wichtige Nord-Süd-Verbindung zwischen den Bezirken Gänsernsdorf und Mistelbach. In Verbindung mit der B40 stellt sie auch eine Alternativroute zur Strecke A5/B7–B46 von Wolkersdorf nach Mistelbach dar.